# بوب تايلور (صانع وتريات)
بوب تايلور (بالإنجليزية: Bob Taylor)‏ هو صانع وتريات ‏ أمريكي، ولد في 1955.